# GRB (groupe)
Pour les articles homonymes, voir GRB.
GRB est un groupe de punk hardcore espagnol, originaire de Barcelone, en Catalogne. Il est formé en 1984 et composé d'anciens membres de groupes punk rock espagnols comme Último Resorte et Frenopaticss. Au cours de son existence, il compte une démo (GRB, 1985), un EP sept pistes, ¡Estoy tan contento! (1986) et un album studio, Cuentos y leyendas (1988).
Ils restent actifs jusqu'en 1989, et sont considérés comme l'un des groupes fondateurs de la scène punk hardcore de Barcelone, avec des groupes tels que Último Resorte, Shit SA, Anti/Dogmatikss, L'Odi Social et Subterranean Kids. Les morceaux sont compilés dans un CD de 1984-1989, publié par le label Tralla Records en 2000.

## Biographie
GRB commence au milieu de l'année 1984 comme un quatuor composé de Juanito (basse, anciennement de  Resorte), Miguel « Mike » (batterie, anciennement de Último Resorte), Alberto (guitare, ancien membre du groupe et fanzine Drama del Horror) et Ángel (chant, ex-Frenopaticss). Son nom s'inspire de l'acronyme de Gremio de Restauración de Barcelona.
Ils débutent le 1er juillet 1984 comme Sentido Común et les basques RIP, le groupe italien Impact, et Casal dels Transformadors. Ils enregistrent quatre morceaux : Eso es guerra, Política estúpida, Soy et Tortura (à l'origine intitulé No ha habido cambio). À l'automne 1984, ils jouent au concert de charité du CSB (Colectivo Squat de Barcelona), un collectif dans lequel plusieurs membres étaient actifs.
À l'été 1985, GRB publie sa première démo. La force sonore de leur s premiers morceaux sont considérés par le fanzine allemand Trust. Süddeutsches Hardcore Magazin comme des « attaques de l'enfer ». Des mots semblables sont usées par Tim Yohannan dans la revue Maximumrocknroll (28e édition) qui les définit comme « un groupe de thrash agressif positivement impressionnant, dans la même veine que DRI ou MDC ».
Le 7 juillet 1987, GRB donne un concert à Barcelone. Avant cet événement, ils participent le 6 mars 1987, à une fête organisée par la radio libre Radio P.I.C.A. à la sala KGB. Cette même année sort leur premier et unique album studio, intitulé Cuentos y leyendas. Pour la première fois, GRB est accueilli par une presse spécialisée nationale plus notoire :  Rockdelux (13e édition) classe l'album dans sa liste des albums préférés, et le magazine Ruta 66 le qualifie d'« excellent » aussi bien musicalement que dans les paroles.
En 1988, ils sont victimes d'un accident de la route à la limite du mortel. Finalement, le groupe se sépare au début de 1989 à la suite de divergences internes.

## Membres
- Ángel - chant
- Strong - guitare
- Alberto - guitare
- Juanito - basse
- Mike - batterie

## Discographie
- 1985 GRB (Drama del Horror)
- 1986 ¡Estoy tan contento! (auto-édité)
- 1988 Cuentos y leyendas (Blau)
- 2000 1984-1989 (Tralla, 2000 ; format digipack)